# Johnny Ace
Johnny Ace, bürgerlicher Name John Marshall Alexander junior, (* 9. Juni 1929 in Memphis, Tennessee; † 25. Dezember 1954 in Houston, Texas) war ein US-amerikanischer Rhythm-and-Blues-Sänger.

## Leben
Ace wurde als eines von neun Kindern eines Predigers geboren und erlangte vor allem durch seinen frühen und spektakulären Tod Bekanntheit. Er lernte Klavier zu spielen und trat nach dem Krieg in den Bars von Memphis auf und wurde Pianist in der Band von Adolph Duncan. 1949 schloss er sich den Beagles Street Blue Boys an. Die zu diesem Zeitpunkt noch unbekannte Gruppe bestand zum Teil aus Musikern wie B.B. King und Bobby „Blue“ Bland, die in den Jahren darauf zu erfolgreichen Blues- und Rhythm-and-Blues-Interpreten werden sollten.
1951 hatte sich die Gruppe einen guten Ruf erspielt, erste Plattenaufnahmen folgten. Bei einer Studiosession musste Johnny Ace den indisponierten Bobby Bland ersetzen. Sein Gesangsstil gefiel dem Produzenten, mit dem Titel My Song erreichte der unbekannte Künstler auf Anhieb Platz 1 der R&B-Charts. Von diesem Zeitpunkt an trat er unter dem Künstlernamen „Johnny Ace“ auf („Johnny“ kam von Johnnie Ray, „Ace“ von den Four Aces; Künstler, die er sehr schätzte). Seine zweite Aufnahme Cross My Heart schaffte ebenfalls den Sprung an die Spitze der Charts, was allerdings die kleine Plattenfirma finanziell überforderte. Auf der Suche nach einem finanzkräftigen Partner geriet Ace an Don Robey, einem für seine Skrupellosigkeit berüchtigten Musikproduzenten und Veranstalter.
Seine nächste Platte, The Clock gelangte wieder auf den ersten Platz der Charts, ebenso Saving My Love for You. Das waren vier Nummer 1 Titel innerhalb von 12 Monaten. Don Robey schickte ihn zusammen mit Big Mama Thornton, Bobby Blue Bland und Junior Parker auf Tournee. Mitte des Jahres machten sich der Tourneestress und der Leistungsdruck bemerkbar. Seine nächste Platte Please Forgive Me war weniger erfolgreich, Ace begann zu trinken und umgab sich mit fragwürdigen Gestalten.
Am Heiligabend 1954 trank Johnny Ace nach einem Auftritt in Houston mit zwölf anderen Personen in seiner Garderobe. Dabei spielte er immer wieder mit einem Revolver, in den er eine Patrone geladen hatte, und zielte auf die Anwesenden. Als einer der Gäste den Vorschlag machte, er solle doch gefälligst auf sich selbst zielen, hielt sich Ace den Revolver an die Schläfe, drückte ab und ein Schuss löste sich. Johnny Ace starb einige Stunden später im Krankenhaus.
Postum wurde sein im Januar 1955 als Single veröffentlichter Titel Pledging My Love zu seinem erfolgreichsten Titel, der zehn Wochen an der Spitze der R&B-Charts stand und in den Single-Charts Platz 17 erreichte.
Gleichzeitig begann ein regelrechter Run auf die Platten von Johnny Ace, eine Begeisterung, die eine Reihe von Künstlern wie Johnny Fuller, Varetta Dillard, The Five Wings oder Johnny Otis mit Erinnerungsplatten an Johnny Ace für sich zu nutzen wussten.
Paul Simon hat in seinem Album Hearts And Bones Johnny Ace ein Lied gewidmet (The Late Great Johnny Ace). Dave Alvin singt in seinem Album Eleven Eleven: Johnny Ace is dead. „Polo Hofer und die Schmetterband“ verewigten 1985 Johnny Ace in schweizerdeutscher Mundart auf dem Album Giggerig.

## Diskografie
Singles

| Jahr                       | Titel Album              | Höchstplatzierung, Gesamtwochen, AuszeichnungChartplatzierungen (Jahr, Titel, Album, Platzierungen, Wochen, Auszeichnungen, Anmerkungen) | Höchstplatzierung, Gesamtwochen, AuszeichnungChartplatzierungen (Jahr, Titel, Album, Platzierungen, Wochen, Auszeichnungen, Anmerkungen) | Anmerkungen                                                                |
| Jahr                       | Titel Album              | US | R&B | Anmerkungen                                                                |
| -------------------------- | ------------------------ | --- | --- | -------------------------------------------------------------------------- |
| 1952                       | My Song –                | — | R&B1 (20 Wo.)R&B | Duke (#102) Erstveröffentlichung: August 1952 B-Seite: Follow The Rules    |
| 1952                       | Cross My Heart –         | — | R&B4 (10 Wo.)R&B | Duke (#107) Erstveröffentlichung: November 1952 B-Seite: Angel             |
| 1953                       | The Clock –              | — | R&B1 (14 Wo.)R&B | Duke (#112) Erstveröffentlichung: Juni 1953 B-Seite: Ace’s Wild            |
| 1953                       | Saving My Love For You – | — | R&B3 (9 Wo.)R&B | Duke (#118) Erstveröffentlichung: Dezember 1953 B-Seite: Yes Baby          |
| 1954                       | Please Forgive Me –      | — | R&B10 (2 Wo.)R&B | Duke (#128) Erstveröffentlichung: Mai 1954 B-Seite: Ace’s Wild             |
| 1954                       | Never Let Me Go –        | — | — | Duke (#132) Erstveröffentlichung: September 1954 B-Seite: Burley Cutie     |
| Postume Veröffentlichungen |                          | | |                                                                            |
|                            |                          | | |                                                                            |
| 1955                       | Pledging My Love –       | US17 (9 Wo.)US | R&B1 (17 Wo.)R&B | Duke (#136) Erstveröffentlichung: Mai 1954 B-Seite: Anymore                |
| 1955                       | Anymore –                | — | — | Duke (#144) Erstveröffentlichung: Mai 1954 B-Seite: How Can You Be So Mean |

Weitere Singles
- 1955: So Lonely / I’m Crazy Baby (Duke 148)
- 1956: Still Love You So / Don’t You Know (Duke 154)

## Im Film
Der Song Pledging My Love findet Verwendung in den Filmen Hexenkessel von Martin Scorsese und John Carpenters 1983 Verfilmung des Stephen-King-Romans Christine. Außerdem wird er in Abel Ferraras Film Bad Lieutenant gespielt.